# ノーマル (イリノイ州)
ノーマル（Normal）は、アメリカ合衆国イリノイ州のマクリーン郡にある町。
人口は5万2736人（2020年）。イリノイ州立大学（ISU）が立地する学園都市である。大学は1857年設立で、州内最古の州立大学である。昔は教育大学（ノーマルスクール）だったため、地名は「ノーマル」となった。
市街地はブルーミントンと隣接しており、いわゆる双子都市の形態を成している。ただし、ブルーミントンには郡庁があり市街地も大きいので、ノーマルは衛星都市と認識されることがある。1987年には北海道旭川市と姉妹都市提携を結んでいるが、その旭川市も元々ブルーミントンと姉妹都市関係にあった。
かつてノーマルには三菱自動車の工場があったが、2016年に閉鎖された。その後、アメリカの新興企業リヴィアンが工場を入手し、電気自動車を製造している。

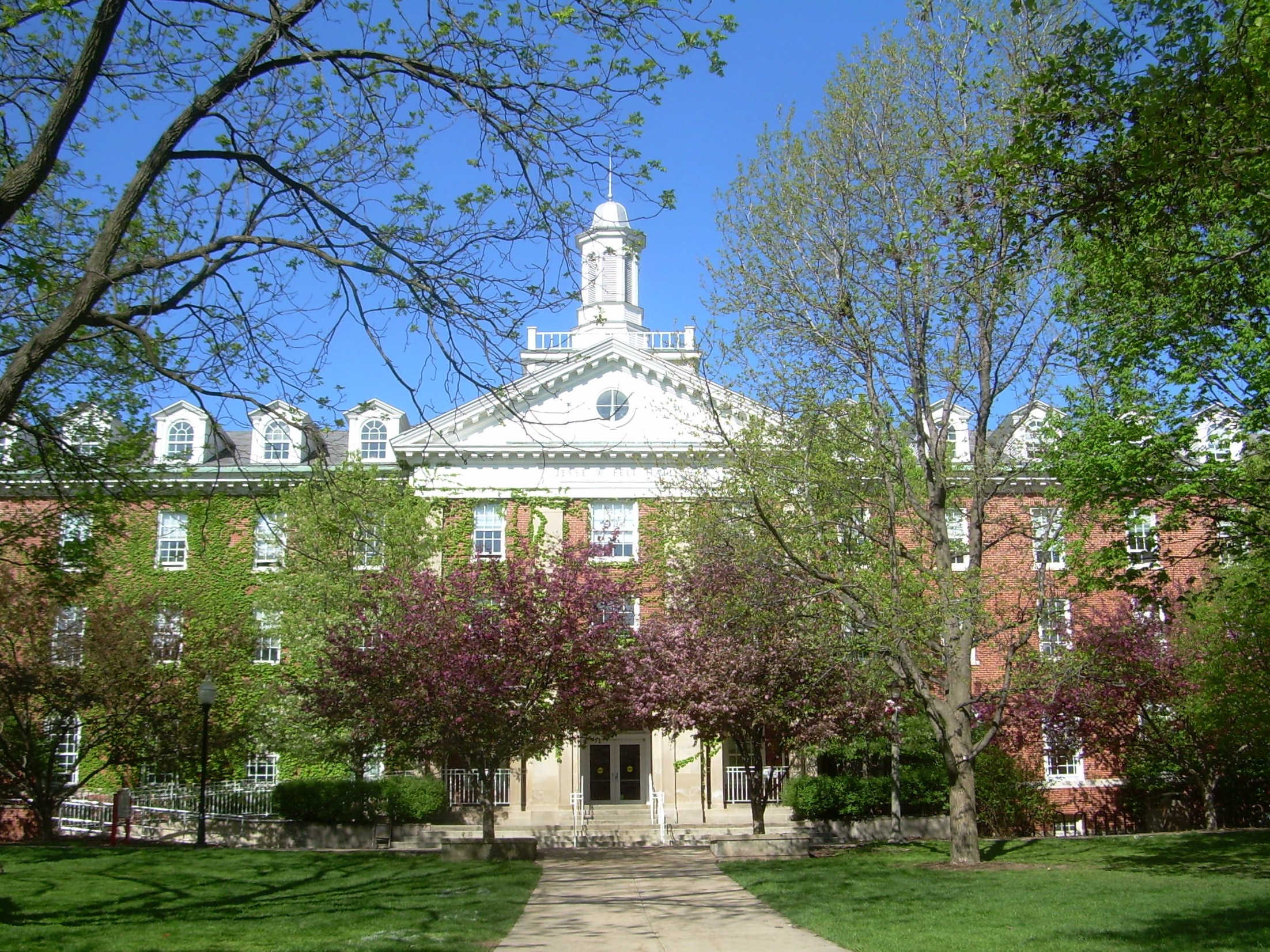
ISUフェルホール